# Ціну смерті запитай у мертвих
«Ціну смерті запитай у мертвих» — радянський художній фільм 1977 року знятий на студії «Таллінфільм» режисером Кальйо Кійськом.

## Сюжет
Весна 1925 року, пройшло кілька місяців після Талліннського збройного повстання, сотні комуністів вже розстріляні або замордовані в тюрмах. Підпільник, один з ідеологів естонських комуністів, Антон Соммер заарештований поліцією і засуджений до смерті за участь у повстанні. Але через його шкільного друга Бруно йому пропонують життя, при цьому Соммеру навіть не потрібно нікого видавати.
Бруно отримав від самого міністра внутрішніх справ завдання умовити Соммера написати книгу, в якій історія «червоного руху» в Естонії буде представлена у вигідному буржуазії виді, і доведена його внутрішня неспроможність і неминуча приреченість в національному середовищі. Бруно говорить, що свобода вже досягнута народом — Естонія вперше стала незалежною і просто треба залишити її в спокої. Та й книга-то вже не має значення — революція провалилася, та й сам рух нічого такого не зробив — листівки та прокламації.
До Соммера приходить батько, розгублений, плаче, так і не зрозумівши, заради чого його син йде на страту. Потім — дружина, яка обсипає Соммера запізнілими докорами за тяжко прожите життя і сирітство, на яке він прирікає дітей.
Після відмови Соммера писати книгу, поліція вирішує використовувати його по-іншому: його звільняють, але на волі його вбивають нібито свої — агенти поліції з середовища комуністів, яких потім поліція теж ліквідує, видаючи для преси вбивство Соммера як розбіжності між естонськими комуністами.

## У ролях
- Юозас Кіселюс — Антанас Соммер, комуніст-підпільник
- Гедимінас Гірдвайніс — Бруно, друг Соммера
- Марія Кльонська — Естер, комуністка-підпільниця
- Елле Кулль — Дора, повія
- Калью Коміссаров — слідчий поліції
- Мікк Міківер — міністр внутрішніх справ Естонії
- Мерле Тальвік — Кайс
- Рудольф Аллаберт — «А»
- Роберт Гутман — «Б»
- Енн Краам — Безіменний, лідер комуністичного підпілля
- Марі Лілль-Тамм — дружина Антона Соммера
- Ендель Сіммерманн — клієнт Дори
- Рейн Коткас — заступник міністра

## Знімальна група
- Режисер — Кальйо Кійськ
- Сценарист — Маті Унт
- Оператор — Юрій Сілларт
- Композитор — Лепо Сумера
- Художник — Тину Вирве